# Neue indische Bibliothek
Die Neue indische Bibliothek ist eine Sammlung von Direktübersetzungen aus Literaturen Südostasiens. Diese Reihe erschien ab 1983 in der Edition Meersch (Freiburg im Breisgau) und wurde von Lothar Lutze und Rainer Kimmig betreut. Ab 1991 war diese Sammlung im Programm des Verlags im Waldgut. Initiiert und unterstützt wurde diese Reihe durch die Gesellschaft zur Förderung der Literatur aus Afrika, Asien und Lateinamerika e.V. in Frankfurt am Main. Die Buchreihe erschien von 1983 bis 1994 in sechzehn Bänden, wobei die Bände 4, 9 und 14 vom Verlag angekündigt aber aus rechtlichen Gründen nicht veröffentlicht werden konnten. 

## Titel
1. Visnu Kare (Hrsg.): Der Ochsenkarren. Hindilyrik der siebziger und achtziger Jahre. übersetzt von Lothar Lutze. 1983, ISBN 3-922156-51-7.
2. Phanishwarnath Renu: Pfauentanz. Dorfgeschichten aus Bihar. übersetzt von Hedy Sadoc und Lothar Lutze. 1983, ISBN 3-922156-52-5.
3. Arun Kolatkar: Jejuri. Gedichtzyklus. übersetzt von Giovanni Bandini. 1984, ISBN 3-922156-53-3. (englisch-deutsch)
4. nicht veröffentlicht
5. Alokeranjan Dasgupta (Hrsg.): Der andere Tagore. Ein Werkauswahl zum 125. Geburtstag des Dichters. 1987, ISBN 3-922156-55-X.
6. Bihari-Lal: Liebesgedichte. Eine Auswahl aus den „Satsai“. übersetzt von Lothar Lutze. 1984, ISBN 3-922156-56-8 (zweisprachige Ausgabe)
7. Sitakant Machapatra: Hahnenkampf. Gedichte; Auswahl aus dem „Oriya“. übersetzt von Heinrich von Stietencron. 1991, ISBN 3-7294-0107-6.
8. Bischam Sahni: Basanti. Roman. übersetzt von Margot Gatzlaff. 1989, ISBN 3-7294-0108-4.
9. nicht veröffentlicht
10. Vyankatesh Madgulkar: Das Dorf hiess Bangarvadi. Roman. übersetzt von Günther-Dietz Sontheimer. 1986, ISBN 3-922156-60-6.
11. S. H. V. Ajneya: Unterwegs zum Fluss. Erzählungen, Betrachtungen, Gedichte, zwei Briefe. übersetzt von Giovanni Bandini, Rainer Kimmig, Lothar Lutze, Wolf Mensch und Hedy Sadoc. 1986, ISBN 3-922156-61-4.
12. Shashi Deshpande: Das Dunkel birgt keine Schrecken. Roman. übersetzt von Giovanni Bandini, ISBN 3-922156-62-2.
13. Dieter Riemenschneider (Hrsg.): Im Schatten des Banyanbaums. Geschichten aus Indien. übersetzt von Chris Atanasov u. a. 1990, ISBN 3-7294-0113-0.
14. nicht veröffentlicht
15. R. Ananthamurthy: Samskara oder Was tun mit der Leiche des Ketzers, die uns im Weg liegt und das Leben blockiert. Roman. übersetzt von Gernot Schneider. 1994, ISBN 3-7294-0115-7.
16. Ursula Rothen-Dubs (Hrsg.): Allahs indischer Garten. Ein Lesebuch der Urdu-Literatur. übersetzt von der Herausgeberin. 1989, ISBN 3-7294-0118-1.
17. Shashi Deshpande: Die Last des Schweigens. Roman. übersetzt von Maja Überle-Pfaff. 1989, ISBN 3-7294-0117-3.
18. Bischam Sahni: Tamas oder Der Muslim, der Hindu, der Sikh und die Herren. übersetzt von Margot Gatzlaff. 1994, ISBN 3-7294-0119-X.
19. Sudhir Kakar: Intime Beziehungen. Erotik und Sexualität in Indien. 1994, ISBN 3-7294-0120-3.